# Blizzard Entertainment

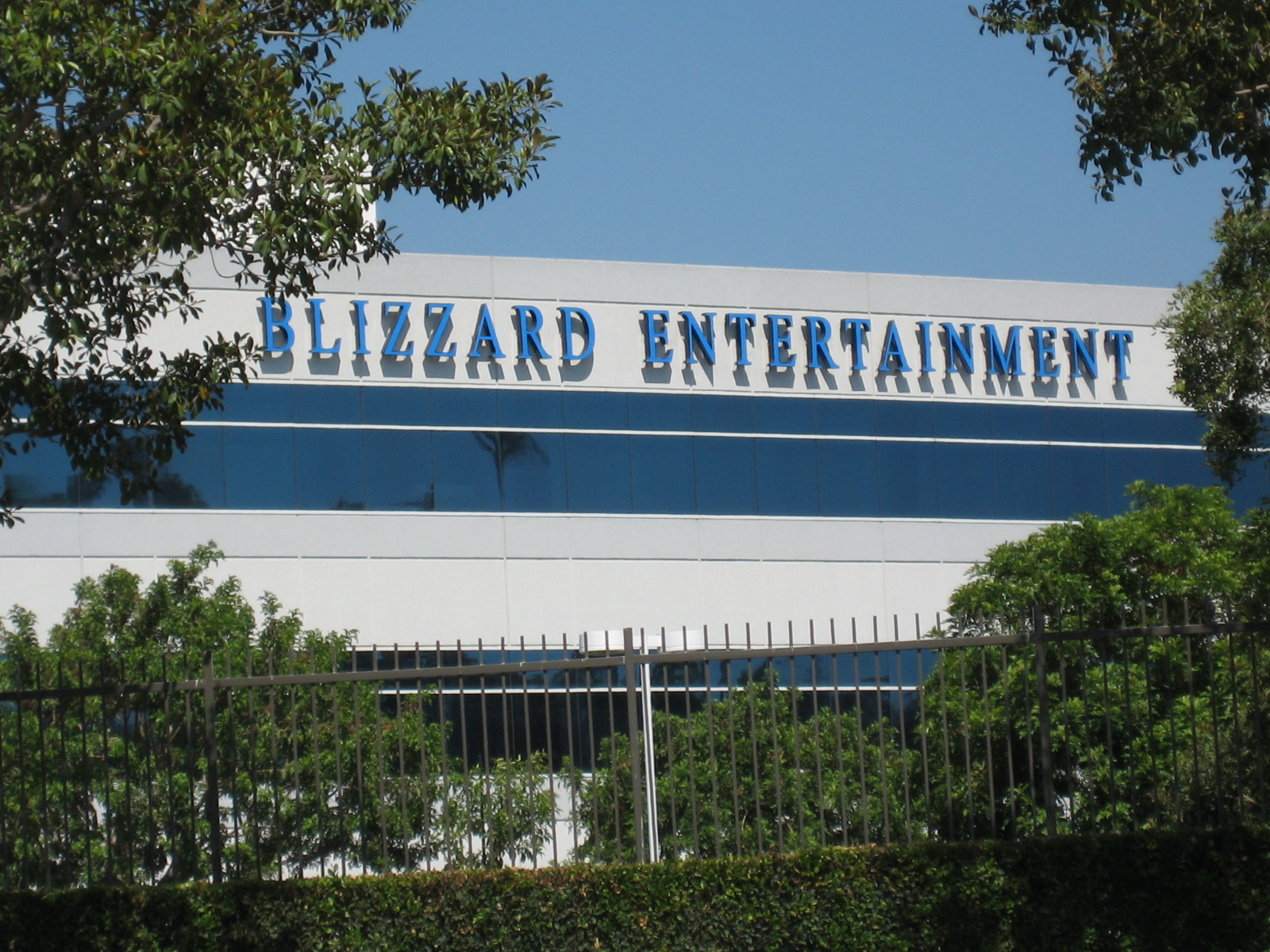
Gebouw van Blizzard Entertainment.

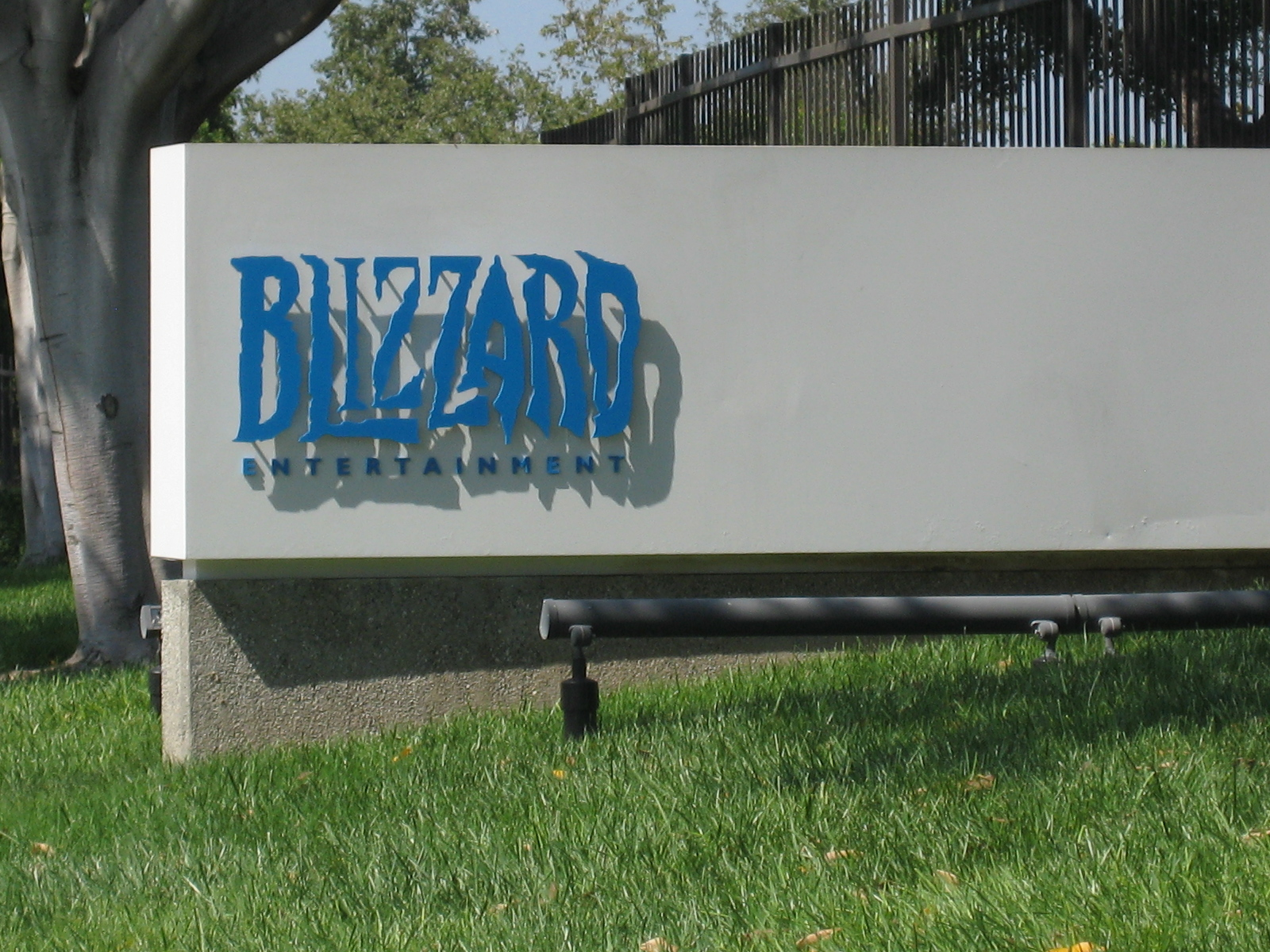
Logo van Blizzard Entertainment.

Blizzard Entertainment is een Amerikaanse producent van computerspelen, onder meer bekend van de computerspelseries Overwatch, Warcraft, Hearthstone, Diablo en StarCraft. Blizzard Entertainment is sinds 2008 een onderdeel van Activision Blizzard, een fusie van Vivendi Games en Activision. Het hoofdkantoor van Blizzard is gevestigd in Irvine (Californië).

## Geschiedenis
Blizzard Entertainment werd opgericht in 1991 als Silicon & Synapse door Mike Morhaime, Allen Adham en Frank Pearce. In 1994 is de naam gewijzigd in Chaos Studios, maar korte tijd later is de naam veranderd in Blizzard Entertainment, nadat bleek dat een ander bedrijf ook de naam Chaos gebruikte.
In 1996 nam Blizzard Entertainment het bedrijf Conder over, dat verderging onder de naam Blizzard North en vooral bekend werd met de Diabloserie. Het bedrijf is in 2005 samengevoegd met het moederbedrijf. Daarnaast is in 2005 ook het bedrijf Swingin' Ape, een ontwikkelaar van spelcomputerspelen, overgenomen.

## Uitgebrachte titels
| Titel                                     | Jaar                  | Platform(s)                                                      | Genre c.q. functie               |
| als Silicon & Synapse                     | als Silicon & Synapse | als Silicon & Synapse                                            | als Silicon & Synapse            |
| ----------------------------------------- | --------------------- | ---------------------------------------------------------------- | -------------------------------- |
| RPM Racing                                | 1991                  | SNES                                                             | Racespel                         |
| The Lost Vikings                          | 1992                  | Amiga, Amiga CD32, GBC, MS-DOS, Genesis, SNES                    | Platformspel                     |
| Rock n' Roll Racing                       | 1993                  | SNES, Genesis, GBA                                               | Racespel                         |
| als Blizzard Entertainment                |                       |                                                                  |                                  |
| Blackthorne                               | 1994                  | SNES, Sega 32X, MS-DOS, GBA, Mac OS                              | Platformspel                     |
| The Death and Return of Superman          | 1994                  | SNES, Genesis                                                    | Beat 'em up                      |
| Warcraft: Orcs & Humans                   | 1994                  | MS-DOS, Mac OS                                                   | Real-time strategy               |
| Justice League Task Force                 | 1995                  | Genesis, SNES                                                    | Vechtspel                        |
| Warcraft II: Tides of Darkness            | 1995                  | MS-DOS, Linux, AmigaOS 4, Mac OS, Saturn, PlayStation, Windows   | Real-time strategy               |
| Warcraft II: Beyond the Dark Portal       | 1996                  | Mac OS, MS-DOS, PlayStation, Saturn, Windows                     | Uitbreidingspakket               |
| Diablo                                    | 1996                  | Windows, Mac OS, PlayStation                                     | Hack and slash role playing game |
| The Lost Vikings 2                        | 1997                  | SNES, Saturn, PlayStation, Windows                               | Platformspel                     |
| StarCraft                                 | 1998                  | Windows, Mac OS, Nintendo 64                                     | Real-time strategy               |
| StarCraft: Brood War                      | 1998                  | Windows, Mac OS                                                  | Uitbreidingspakket               |
| Warcraft II: Battle.net Edition           | 1999                  | Windows, Mac OS                                                  | Real-time strategy               |
| Diablo II                                 | 2000                  | Windows, Mac OS, OS X                                            | Hack and slash role playing game |
| Diablo II: Lord of Destruction            | 2001                  | Windows, Mac OS, OS X                                            | Uitbreidingspakket               |
| Warcraft III: Reign of Chaos              | 2002                  | Windows, Mac OS, OS X                                            | Real-time strategy               |
| Warcraft III: The Frozen Throne           | 2003                  | Windows, Mac OS, OS X                                            | Uitbreidingspakket               |
| World of Warcraft                         | 2004                  | Windows, OS X                                                    | MMORPG                           |
| World of Warcraft: The Burning Crusade    | 2007                  | Windows, OS X                                                    | Uitbreidingspakket               |
| World of Warcraft: Wrath of the Lich King | 2008                  | Windows, OS X                                                    | Uitbreidingspakket               |
| StarCraft II: Wings of Liberty            | 2010                  | Windows, OS X                                                    | Real-time strategy               |
| World of Warcraft: Cataclysm              | 2010                  | Windows, OS X                                                    | Uitbreidingspakket               |
| Diablo III                                | 2012                  | Windows, OS X, PlayStation 3, Xbox 360, PlayStation 4, Xbox One  | Hack and slash role playing game |
| World of Warcraft: Mists of Pandaria      | 2012                  | Windows, OS X                                                    | Uitbreidingspakket               |
| StarCraft II: Heart of the Swarm          | 2013                  | Windows, OS X                                                    | Uitbreidingspakket               |
| Hearthstone: Heroes of Warcraft           | 2014                  | Windows, OS X, iPad, iPhone, Android                             | Digitaal verzamelkaartspel       |
| Diablo III: Reaper of Souls               | 2014                  | Windows, OS X, PlayStation 3, Xbox 360, PlayStation 4, Xbox One  | Uitbreidingspakket               |
| World of Warcraft: Warlords of Draenor    | 2014                  | Windows, OS X                                                    | Uitbreidingspakket               |
| Heroes of the Storm                       | 2015                  | Windows, OS X                                                    | MOBA                             |
| StarCraft II: Legacy of the Void          | 2015                  | Windows, OS X                                                    | Stand-alone uitbreidingspakket   |
| Overwatch                                 | 2016                  | Windows, PlayStation 4, Xbox One                                 | Team based shooter               |
| World of Warcraft: Legion                 | 2016                  | Windows, macOS                                                   | Uitbreidingspakket               |
| StarCraft: Remastered                     | 2017                  | Windows, macOS                                                   | Real-time strategy               |
| World of Warcraft: Battle for Azeroth     | 2018                  | Windows, macOS                                                   | Uitbreidingspakket               |
| World of Warcraft: Classic                | 2019                  | Windows, macOS                                                   | MMORPG                           |
| Warcraft III: Reforged                    | 2020                  | Windows, macOS                                                   | Real-time strategy               |
| World of Warcraft: Shadowlands            | 2020                  | Windows, macOS                                                   | Uitbreidingspakket               |
| Blizzard Arcade Collection                | 2021                  | Windows, Nintendo Switch, PlayStation 4, Xbox One                | Compilatiespel                   |
| WoW: Burning Crusade Classic              | 2021                  | Windows, macOS                                                   | Uitbreidingspakket               |
| Diablo II: Resurrected                    | 2021                  | Windows, Nintendo Switch, PS4, PS5, X1, Xbox Series              | Hack and slash role playing game |
| Wrath of the Lich King Classic            | 2022                  | Windows, macOS                                                   | Uitbreidingspakket               |
| Diablo Immortal                           | 2022                  | Windows, Android, iOS                                            | Hack and slash role playing game |
| Overwatch 2                               | 2022                  | Windows, PlayStation 5, Xbox Series, Nintendo Switch, PS4, Xone  | Team based shooter               |
| World of Warcraft: Dragonflight           | 2022                  | Windows, OS X                                                    | Uitbreidingspakket               |
| Diablo IV                                 | 2023                  | Windows, Xbox One, Xbox Series S/X, PlayStation 4, PlayStation 5 | Hack and Slash RPG               |
| Warcraft Rumble                           | 2023                  | Android, iOS                                                     | Mobiele Actie-Strategie          |

## Titels waarvan de ontwikkeling is stopgezet
- Pax Imperia Eminent Domain (1995/1996) verkocht aan en uiteindelijk uitgebracht door Heliotrope
- Warcraft Adventures: Lord of the Clans (1998)
- StarCraft: Ghost (2006)
- Titan (2014)[17]